# Iron Eyes Cody
Pour les articles homonymes, voir Cody.
Espera Oscar de Corti, né le 3 avril 1904 à Kaplan (paroisse de Vermilion, Louisiane) et mort le 4 janvier 1999 à Los Angeles (Californie), est un acteur et cascadeur américain, connu sous le nom de scène d’« Iron Eyes » Cody (et surnommé The Crying Indian). Il est surtout connu pour ses rôles d'Amérindiens au cinéma et à la télévision.

## Biographie

Le 21 avril 1978 à la Maison-Blanche, avec le président Jimmy Carter

Américain issu d'une famille immigrée originaire de Sicile (Italie), il se spécialise au cinéma à Hollywood dans des rôles d'amérindiens (donc principalement dans des westerns), sous le nom d’Iron Eyes Cody, au point d'être parfois faussement considéré comme d'origine amérindienne. Cette spécialisation lui vaut de surcroît le surnom The Crying Indian (l'indien pleurant), à la suite d'un rôle dans une publicité de Coca-Cola où son personnage d'amérindien triste pleure face à la pollution provoquée par l'homme moderne. Le but de cette publicité étant d’opposer une image d'indien respectueux de la nature face aux américains modernes qui polluent sans s'en soucier.
Il apparaît ainsi comme second rôle (ou non crédité) dans soixante-quatre films américains, le premier comme indien figurant étant le film muet La Lettre écarlate de Victor Sjöström (1926, avec Lillian Gish et Lars Hanson) ; son dernier film, où il joue son propre rôle, sort en 1990 (près de huit ans avant sa mort, début 1999, à 94 ans).
Durant sa carrière au grand écran, il personnifie à deux reprises le chef Crazy Horse, dans Sitting Bull de Sidney Salkow et René Cardona (1954, avec J. Carrol Naish dans le rôle-titre) puis Le Massacre des Sioux du même Sidney Salkow (1965, où l'on retrouve Sitting Bull interprété par Michael Pate).
Citons également Les Conquérants d'un nouveau monde de Cecil B. DeMille (1947, avec Gary Cooper et Paulette Goddard), Nevada Smith d'Henry Hathaway (1966, avec Steve McQueen et Karl Malden), ainsi qu’Un homme nommé cheval d'Elliot Silverstein (1970, avec Richard Harris et Judith Anderson, lui-même jouant le sorcier (en) — rôle qu'il tient souvent — de la tribu).
De plus, il est brièvement cascadeur dans sept films, depuis La Piste des géants d'Howard Hawks (1930, où il a également un petit rôle d'indien) jusqu'à La Charge fantastique de Raoul Walsh (1941).
Actif par ailleurs à la télévision américaine, là-aussi souvent dans le domaine du western, il contribue à quarante-six séries, depuis Cisco Kid (deux épisodes, 1953) jusqu'à L'Agence tous risques (un épisode, 1986). Entretemps, mentionnons The Saga of Andy Burnett (quatre épisodes, 1957-1958), Les Aventuriers du Far West (trois épisodes, 1958-1962), Bonanza (deux épisodes, 1968-1971), La Conquête de l'Ouest (deux épisodes, 1978, où il interprète pour la dernière fois un sorcier) et L'Île fantastique (un épisode, 1982).
S'ajoutent quatre téléfilms, le premier diffusé en 1955, le dernier en 1976. 
Cette contribution à la télévision lui vaut en 1983 une étoile sur le Walk of Fame d'Hollywood Boulevard. En outre, pour sa fréquente participation au genre du western, il se voit décerner l'année suivante (1984) un Golden Boot Award.
Iron Eyes Cody est le coauteur d'une autobiographie parue en 1982 sous le titre Iron Eyes, My Life as a Hollywood Indian.

## Filmographie partielle

### Cinéma

#### Acteur
(+ autre fonction le cas échéant)
- 1926 : La Lettre écarlate (The Scarlet Letter) de Victor Sjöström : un jeune indien se baignant
- 1927 : Sur la piste blanche (Back to God's Country) d'Irvin Willat : un indien
- 1928 : Les Vikings (The Viking) de Roy William Neill : un indien
- 1930 : La Piste des géants (The Big Trail) de Raoul Walsh : un indien (+ cascadeur)
- 1931 : L'Attaque de la caravane ou La Grande Caravane (Fighting Caravans) d'Otto Brower et David Burton : un indien buvant l'« eau-de-feu »
- 1932 : Double assassinat dans la rue Morgue (Murders in the Rue Morgue) de Robert Florey : un indien au spectacle
- 1932 : La Grande Panique (The Big Stampede) de Tenny Wright : un serviteur indien
- 1934 : Massacre d'Alan Crosland : un indien
- 1935 : Le Cavalier miracle (The Miracle Rider) de B. Reeves Eason et Armand Schaefer (serial) : un indien
- 1935 : La Jolie Batelière (The Farmer Takes a Wife) de Victor Fleming : un indien
- 1935 : La Gloire du cirque (Annie Oakley) de George Stevens : un indien au spectacle
- 1936 : Rose-Marie (Rose Marie) de George Stevens : un indien dansant autour du totem
- 1936 : The Bold Caballero de Wells Root : un indien
- 1938 : Les Justiciers du Far-West (The Lone Ranger) de William Witney et John English (serial) : Bullet Bringer (ch. 7)
- 1938 : Madame et son cowboy (The Cowboy and the Lady) d'H. C. Potter : un indien au rodéo
- 1939 : Pacific Express (Union Pacific) de Cecil B. DeMille : un indien
- 1940 : L'Enfer vert (Green Hell) de James Whale : un indien (+ cascadeur)
- 1940 : Le Grand Passage (Northwest Passage) de King Vidor : un éclaireur indien
- 1940 : Arizona de Wesley Ruggles : un indien
- 1941 : Les Pionniers de la Western Union (Western Union) de Fritz Lang : un indien buvant
- 1941 : Révolte au large (This Woman Is Mine) de Frank Lloyd : un indien belliqueux
- 1942 : Mon amie Sally (My Gal Sal) d'Irving Cummings : un indien
- 1942 : Deux Nigauds cow-boys (Ride 'Em Comwboy) d'Arthur Lubin : un indien
- 1943 : The Phantom de B. Reeves Eason (serial) : un indigène
- 1944 : Caravane d'amour (Can't Help Singing) de Frank Ryan : l'indien effrayant Caroline
- 1947 : Les Conquérants d'un nouveau monde (Unconquered) de Cecil B. DeMille : Red Corn
- 1948 : Visage pâle (The Paleface) de Norman Z. McLeod : Chef Iron Eyes
- 1948 : Ciel rouge (Blood on the Moon) de Robert Wise : Toma
- 1949 : Tulsa de Stuart Heisler : un indien Osage
- 1950 : La Ruée vers la Californie (California Passage) de Joseph Kane : un indien
- 1950 : Sur le territoire des Comanches (Comanche Territory) de George Sherman : un indien Comanche
- 1950 : North of the Great Divide (en) de William Witney : un chef indien
- 1950 : La Flèche brisée (Broken Arrow) de Delmer Daves : Teese
- 1951 : Le Gouffre aux chimères (Ace in the Hole) de Billy Wilder : le faux indien
- 1951 : Le Dernier Bastion (The Last Outpost) de Lewis R. Foster : Mangas Coloradas
- 1951 : Montagne rouge (Red Mountain) de William Dieterle : un indien Ute
- 1952 : Le Fils de visage pâle (Son of Paleface) de Frank Tashlin : Chef Yellow Cloud
- 1952 : La Captive aux yeux clairs (The Big Sky) d'Howard Hawks : un chef indien Pied-Noir
- 1952 : Deux Nigauds en Alaska (Lost in Alaska) de Jean Yarbrough : Canook
- 1952 : Le Fils de Géronimo (The Savage) de George Marshall : un guerrier
- 1954 : Sitting Bull de Sidney Salkow et René Cardona : Crazy Horse (+ costumier pour les tenues indiennes)
- 1954 : Le Défi des flèches (Arrow in the Dust) de Lesley Selander : Chef Rasacura
- 1956 : Comanche de George Sherman : le sorcier
- 1956 : Sur la piste de l'Oregon (Westward Ho, the Wagons!) de William Beaudine : Many Stars
- 1957 : Une arme pour un lâche (Gun for a Coward) d'Abner Biberman : le chef indien
- 1958 : Lueur dans la forêt (The Light in the Forest) d'Herschel Daugherty : un conseiller du chef Cuyloga
- 1959 : Ne tirez pas sur le bandit (Alias Jesse James) de Norman Z. McLeod : le deuxième indien dans le train
- 1960 : La Diablesse en collant rose (Heller in Pink Tights) de George Cukor : un indien
- 1962 : La Bagarre de la dernière chance (Black Gold) de Leslie H. Martinson : Charlie Two-Bits
- 1965 : Le Massacre des Sioux (The Great Sioux Massacre) de Sidney Salkow : Crazy Horse
- 1966 : Nevada Smith d'Henry Hathaway : Taka-Ta
- 1970 : Un homme nommé cheval (A Man Called Horse) d'Elliot Silverstein : le sorcier de la tribu
- 1970 : El Condor de John Guillermin : Santana

#### Cascadeur
- 1935 : Capitaine Blood (Captain Blood) de Michael Curtiz
- 1936 : La Charge de la brigade légère (The Charge of the Light Brigade) de Michael Curtiz
- 1939 : La Chevauchée fantastique (Stagecoach) de John Ford
- 1940 : La Piste de Santa Fe (Santa Fe Trail) de Michael Curtiz
- 1941 : La Charge fantastique (They  Died with Their Boots On) de Raoul Walsh

### Télévision
(comme acteur)

#### Séries
- 1953 : Cisco Kid (The Cisco Kid), saison 4, épisode 4 The Gramophone (Chef Big Cloud) de Lew Landers et épisode 11 Indian Uprising (Chef Sky Eagle) de Lew Landers
- 1957-1958 : Cheyenne
  - Saison 2, épisode 19 Hard to Bargain (1957) d'Edward Ludwig : Grey Wolf
  - Saison 3, épisode 13 White Warrior (1958) de Lee Sholem : Chef Canyawa
- 1957-1958 : The Saga of Andy Burnett, saison unique, épisode 1 Andy's Initiation (1957) de Lewis R. Foster, épisode 4 Land of Enemies (1958) de Lewis R. Foster, épisode 5 The White Man's Medecine (1958) de Lewis R. Foster et épisode 6 The Big Countdown (1958) de Lewis R. Foster : Mad Wolf
- 1958 : Sugarfoot, saison 1, épisode 20 Mule Team de Franklin Adreon : Joe White Cloud
- 1958-1959 : Rintintin (The Adventures of Rin Tin Tin), saison 5, épisode 12 Miracle of the Mission (1958 : Long Buffalo) de William Beaudine et épisode 22 Pillajohn's Progress (1959 : le sorcier) de William Beaudine
- 1958-1962 : Les Aventuriers du Far West (Death Valley Days)
  - Saison 6, épisode 23 The Big Rendezvous (1958) de Stuart E. McGowan : le trappeur indien
  - Saison 7, épisode 2 The Capture (1958) de Stuart E. McGowan : le chef Comanche
  - Saison 11, épisode 8 The Grass Man (1962) de Tay Garnett : le chef indien
- 1959 : Maverick, saison 2, épisode 16 Gun-Shy de Leslie H. Martinson : un indien
- 1959 : Monsieur et Madame détective (The Thin Man), saison 2, épisode 33 Bat McKidderick : le chef indien
- 1959-1964 : Rawhide
  - Saison 2, épisode 6 Incident of the 13th Man (1959 : John Red Cloud) de Jesse Hibbs et épisode 17 Incident of the Tinker's Dam (1960 : Blue Deer) de Gene Fowler Jr.
  - Saison 6, épisode 14 Incident at Ten Trees (1964) de Ted Post : le sorcier
- 1962 : Monsieur Ed, le cheval qui parle (Mister Ed), saison 3, épisode 9 Ed, the Pilgrim d'Arthur Lubin : Chef Thundercloud
- 1964 : Le Virginien (The Virginian), saison 2, épisode 23 The Intruders : Chef Black Feather
- 1965 : Daniel Boone, saison 1, épisode 17 A Place of 1,000 Spirits de George Sherman, épisode 26 Cain's Birthday (Part II) de Paul Landres et épisode 27 Daughter of the Devil de Joseph Sargent : le sorcier
- 1965 : Le Proscrit (Branded), saison 1, épisode 13 One Way Out de Bernard McEveety : Grey Eagle
- 1965 : La Grande Caravane (Wagon Train), saison 8, épisode 26 The Jarbo Pierce Story de William Witney : Seeba
- 1965 : Sur la piste du crime (The F.B.I.), saison 1, épisode 3 A Mouthful of Dust de Don Medford : le sorcier
- 1967 : Hondo, saison unique, épisode 3 Le Fil qui chante (Hondo and the Singing Wire : le chef indien) de William Witney et épisode 5 Le Sauvage (Hondo and the Savage : le vieux guerrier)
- 1968 : Gunsmoke ou Police des plaines (Gunsmoke ou Marshal Dillon), saison 14, épisode 6 O'Quillian de John Rich : un indien
- 1968-1971 : Bonanza
  - Saison 9, épisode 18 Sous le ciel de feu (The Burning Sky, 1968) de John Rich : Long Bear
  - Saison 12, épisode 23 Terreur à deux heures de l'après-midi (Terror at 2:00, 1971) de Michael Landon : Winnemucca
- 1971 : L'Immortel (The Immortal), saison unique, épisode 15 Le Territoire des indiens (Sanctuary) : Djanni
- 1978 : La Conquête de l'Ouest (How the West Was Won), saison 1, épisode 5 Amnesty et épisode 6 Cattle Drive de Bernard et Vincent McEveety : le sorcier
- 1980 : Matt et Jenny (Matt and Jenny), saison unique, épisode 14 La Cérémonie secrète (Ceremony at Whispering Pines) de René Bonnière et épisode 21 Des femmes libérées (A Woman's Place) de Joseph L. Scanlan : le chaman
- 1982 : L'Île fantastique (Fantasy Island), saison 5, épisode 21 Un pari risqué / Nancy et les Thunderbirds (The Big Bat/Nancy and the Thunderbirds) de Cliff Bole : Chef Daniel Tenquot
- 1986 : L'Agence tous risques (The A-Team), saison 4, épisode 20 La Mission de la paix (Mission of Peace) de Craig R. Baxley : Chef Watashi

#### Téléfilms
- 1956 : Johnny Moccasin de László Benedek : Mountain Cloud
- 1968 : Something for a Lonely Man (en) de Don Taylor : le chef indien
- 1976 : Sur la piste des Cheyennes de Lee H. Katzin : le vieil indien

## Publication
- 1982 : Iron Eyes Cody et Collin Perry, Iron Eyes, My Life as a Hollywood Indian (en), Everest House, New York, 290 p.

## Récompenses
- 1983 : Hollywood Walk of Fame (catégorie télévision)
- 1984 : Golden Boot Award (décerné lors de la 2e cérémonie)